# Frauenhäusl (Kelheim)
Frauenhäusl, auf historischen Karten auch Jaegerhaeusl oder Jägerhäusel, ist ein Gemeindeteil der Kreisstadt Kelheim im niederbayerischen Landkreis Kelheim.
Die Einöde liegt östlich der Kreisstraße KEH 25 an der Leutnantsbogenstraße. Die etwa 4800 Quadratmeter große Enklave der Stadt Kelheim auf der Gemarkung Frauenforst ist umgeben vom gemeindefreien Gebiet Frauenforst. Ihre Bebauung besteht aus einem Wirtshaus mit Nebengebäuden. Das denkmalgeschützte Gebäude war ein Jagdsitz und später eine Niederlassung des Klosters Niedermünster. Der zweigeschossige Walmdachbau mit barocken Putzgliederungen ist bezeichnet mit der Jahreszahl 1795.